# Tiefschachtreaktor
Ein Tiefschachtreaktor ist ein 1996 patentierter spezieller Hochdruck-Reaktor, mit dem chemische Reaktionen in einem flüssigen Medium unter hohem Druck durchgeführt werden können.

## Beschreibung
Der in der Reaktionszone benötigte Betriebsdruck wird ohne den Einsatz von Hochdruck-Pumpen allein durch den sich einstellenden hydrostatischen Druck am Grund eines Bohrlochs erzeugt. Daher haben solche Reaktoren vielfach eine Tiefe von etwa 1200–1500 m und entsprechend einen Betriebsdruck von über 100 Bar.
Die Entwicklung des Reaktors erfolgte in den 1990er Jahren in der Mannesmann-AG und wurde 1994 zum Patent angemeldet.
Anwendung findet dieser Reaktortyp bei der Behandlung von Klärschlamm im Nassoxidationsverfahren, wo der hohe Druck und die hohe Temperatur genutzt werden, damit organische Substanzen zerfallen und gelöste Schwermetalle zu relativ harmlosen Oxiden gebunden werden.